# G. D. Spradlin
G. D. Spradlin (eigentlich Gervase Duan Spradlin, * 31. August 1920 in Pauls Valley, Oklahoma; † 24. Juli 2011 in San Luis Obispo, Kalifornien) war ein US-amerikanischer Schauspieler.

## Leben
Spradlin schloss mit dem Bachelor in Erziehungswissenschaften an der University of Oklahoma ab und diente im Zweiten Weltkrieg in China. Ein weiterer Abschluss in Jura führte zu einer lange Jahre währenden Tätigkeit als Anwalt für eine Ölgesellschaft; später wurde er unabhängiger Ölproduzent, der sich auch in der Lokalpolitik engagierte. 1960 konnte er es sich leisten, sich von der aktiven Betätigung in diesem Bereich zurückzuziehen und sich der Schauspielerei zuzuwenden.
1964 trat er dem Oklahoma Repertory Theatre bei und erhielt ab 1966 erste Rollen in Fernsehserien. Sein Spielfilmdebüt gab er 1968 in Will Penny, dem bis 1999 viele Rollen als Ärzte, Richter, Militäroffiziere und historische Persönlichkeiten folgten. Den Durchbruch als Charakterdarsteller schaffte er mit seiner Rolle in Der Pate – Teil II, in dem er den korrupten Gouverneur Geary gab. Auch in Apocalypse Now spielte er eine Rolle. Dreimal verkörperte er amerikanische Präsidenten: 1985 Lyndon Johnson in einer Fernsehminiserie, 1986 Andrew Jackson für einen Fernsehfilm und 1996 im Action-Thriller Tödliche Weihnachten.

## Filmografie (Auswahl)
Kino
- 1968: Der Verwegene (Will Penny)
- 1969: Hell’s Angels ’70 (Hell’s Angels ’69)
- 1969: Number One
- 1970: Zabriskie Point (Zabriskie Point)
- 1970: Monte Walsh
- 1971: Leise weht der Wind des Todes (The Hunting Party)
- 1974: Der Pate – Teil II (The Godfather Part II)
- 1977: One on One
- 1977: MacArthur – Held des Pazifik (MacArthur )
- 1979: Apocalypse Now (Apocalypse Now)
- 1979: North Dallas Forty
- 1980: Die Formel (The Formula)
- 1982: Flammen am Horizont (Wrong is Right)
- 1983: Verflucht sei, was stark macht (The Lords of Discipline)
- 1984: Der Tank (Tank)
- 1989: Der Rosenkrieg (The War of the Roses)
- 1994: Clifford
- 1994: Ed Wood (Ed Wood)
- 1995: Unsere feindlichen Nachbarn (Canadian Bacon)
- 1995: Gegen die Zeit (Nick of Time)
- 1996: Tödliche Weihnachten (The Long Kiss Goodnight)
- 1999: Ich liebe Dick (Dick)

Fernsehen
- 1980: Die Jayne Mansfield Story (The Jayne Mansfield Story)
- 1986: Letzte Ruhe (Resting Place)
- 1988: Feuersturm und Asche (War and Remembrance, Miniserie, 2 Folgen)